# Safouane Attaf
Safouane Attaf, né le 9 mars 1984 est un judoka marocain.